# Jake Paul
Jake Joseph Paul (Cleveland, Ohio, 17 januari 1997) is een Amerikaans bokser, youtuber en acteur. In Nederland is hij tevens bekend als de partner van de Nederlandse schaatsster Jutta Leerdam, met wie hij sinds het voorjaar van 2023 een relatie heeft. Ze zijn in 2025 verloofd.
Jake Paul begon samen met zijn broer Logan Paul op het video-platform Vine. Dit resulteerde in 2016 in een rol in de Amerikaanse serie Bizaardvark, waarin hij twee seizoenen de rol van Dirk Mann vertolkte.
Zijn sportcarrière begon in 2018, toen hij in het voorprogramma van zijn broer Logan bokste. Begin 2020 was zijn eerste partij als prof tegen zijn landgenoot en mede-YouTuber AnEsonGib. In april 2021 was zijn eerste gevecht tegen een bekende vechtsporter, een gewonnen gevecht tegen voormalig MMA-vechter Ben Askren. In februari 2023 was zijn eerste (en anno november 2024 enige) verliespartij tegen de Britse Tommy Fury. 
Veel media-aandacht ging er in 2024 naar de door hemzelf -buiten de boksbonden om- georganiseerde bokspartij tegen de toen 58-jarige oud-wereldkampioen Mike Tyson, die live op 16 november op Netflix werd uitgezonden. Paul won het gevecht op punten. Het hoofddoel voor hem was er zoveel mogelijk geld mee te verdienen, wat is gelukt; het leverde hem zo'n 40 miljoen dollar op. Tyson verdiende ongeveer de helft.
Er is de realityserie 'Paul American' op HBO Max, waarin Jake samen met zijn broer Logan de hoofdrol speelt.
- Library of Congress Control Number: n2016027700
- MusicBrainz: 9d9cebdc-a9fc-4c4b-bb18-a3f635ab5e6e
- Virtual International Authority File: 75146461612727732111
- WorldCat: E39PBJqw3rQmRBJDRmxqYwwt8C